# Гагаузы на Украине

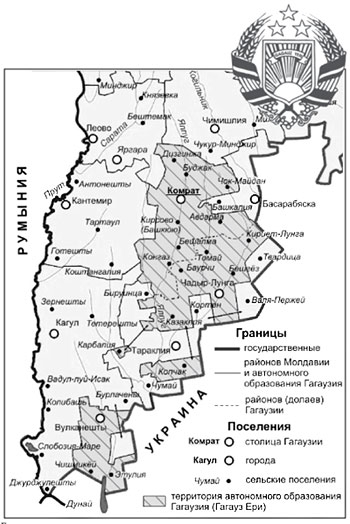
Граница Одесской области и АТО Гагаузии

Гагаузы (гаг. Ukraina gagauzları, Украина гагаузлары; укр. Гагаузи в Україні) занимают 18-е место в списке самых многочисленных народов страны и, согласно переписи населения Украины 2001 года, их число составляет 31,9 тыс. чел. Являются потомками православных переселенцев из условно «болгарских» земель Османской империи 1812—1830 годов. Исповедуют православие. Компактно проживают в сельских регионах на крайнем юго-западе Одесской области вдоль границы с АТО Гагаузия. Таким образом, Украина на данный момент является одной из двух стран, наряду с Молдовой, в которых сложился компактный регион проживания гагаузов.

## История
Как и в случае с бессарабскими болгарами, из состава которых гагаузы выделились к концу XIX века, территория компактного проживания гагаузов оказалась разделена административной границей между УССР и МССР, которая превратилась в государственную границу после распада СССР. При этом в советский период, в отличие от постсоветского, число гагаузов в УССР непрерывно росло, увеличившись с 23,5 до 32,0 тыс. человек. В 1959—1989 году для гагаузов УССР был также характерен миграционный отток в МССР, а также в РСФСР, где к началу 90-х сформировалась довольно многочисленная гагаузская диаспора.

## Расселение

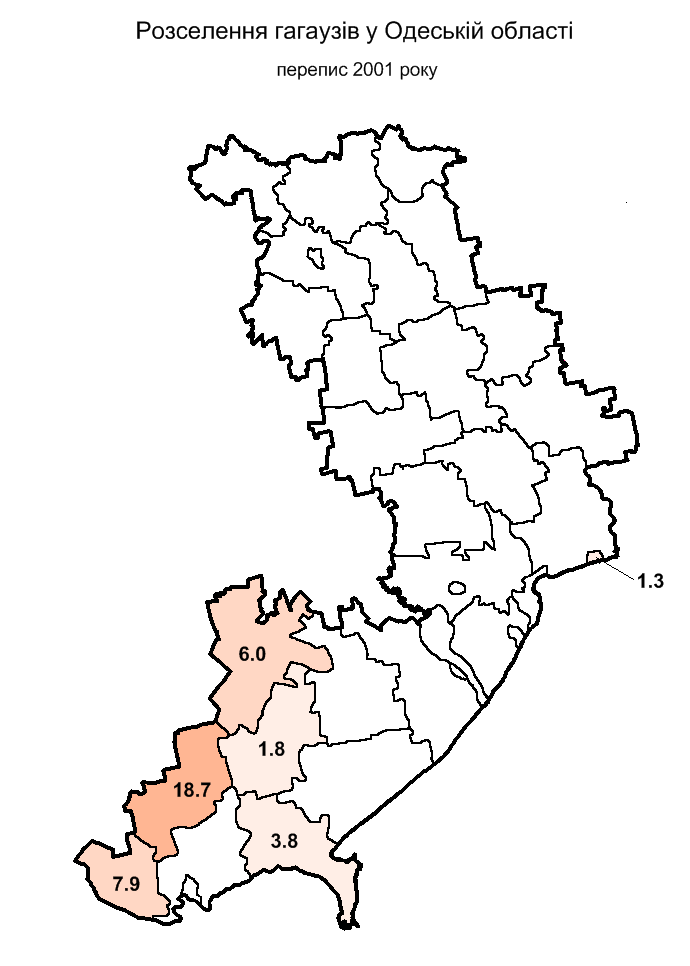
Доля гагаузов по районам Одесской области

86,5 % гагаузов Украины живут в Одесской области, и концентрация их в пределах этой области увеличивается. В результате массовой эмиграции евреев, 27,6 тыс. гагаузов Одесской области вышли на 5-е место по численности, составляя 1,1 % ee населения. Важнейшей этнокультурной особенностью гагаузов Украины является их преимущественно сельский образ жизни: доля гагаузов-селян на Украине в 2,5 раза превосходит долю горожан. Этим отчасти объясняется сохранение относительно высокой рождаемости среди гагаузов. На территории Одесской области имеется 5 моноэтнических гагаузских сел (Виноградовка,
Старые Трояны, Александровка, Дмитровка, Котловина). Также имеется три села со смешанным болгарско-гагаузским населением — Новоселовка, Красное, Табаки. С 1989 по 2001 году естественный прирост гагаузов Украины составил порядка 8 тыс. человек, но он был поглощён миграционным оттоком гагаузов, преимущественно в РФ, а также частичной ассимиляцией в регионах дисперсного проживания. Гагаузы-горожане проживают в основном в Болграде (2,0 %), а также в Одессе (1,3 % их общей численности). При этом Болграде горожане-гагаузы являются второй по величине этнической группой (после болгар) и составляют 16,76 % населения по переписи 2001 года, что является рекордом для городов Украины. Школьное образование на гагаузском языке на Украине исторически не сложилось. В том же Болграде при доле этнических гагаузов в 16,76 % гагаузский язык родным назвали по переписи 2001 года лишь 2,00 % населения, что впрочем не мешает гагаузам сохранять стойкое этническое самоопределение даже будучи в меньшинстве. По общероссийской переписи 1897 года, гагаузы с родным гагаузским (русский язык на тот момент ещё не был широко распространён в качестве родного) составляли менее 1 % населения Болграда. Таким образом доля этнических гагаузов в городских границах за немногим более чем столетие увеличилась в 17 раз, а доля болгар параллельно сократилась с 68,9 % до 47,8 %.

### Расселение гагаузов по регионам Украины по данным переписи 2001 года
При этом в Одесской области число гагаузов увеличилось на 0,9 % между переписями 1989 и 2001 годов.
|                            | численность |
| Одесская область           | 27617       |
| Николаевская область       | 877         |
| Донецкая область           | 494         |
| Автономная Республика Крым | 387         |
| Днепропетровская область   | 365         |
| Луганская область          | 275         |
| Запорожская область        | 268         |
| Херсонская область         | 239         |
| Харьковская область        | 205         |
| прочие регионы             | 1196        |
| всего                      | 31923       |

## Язык

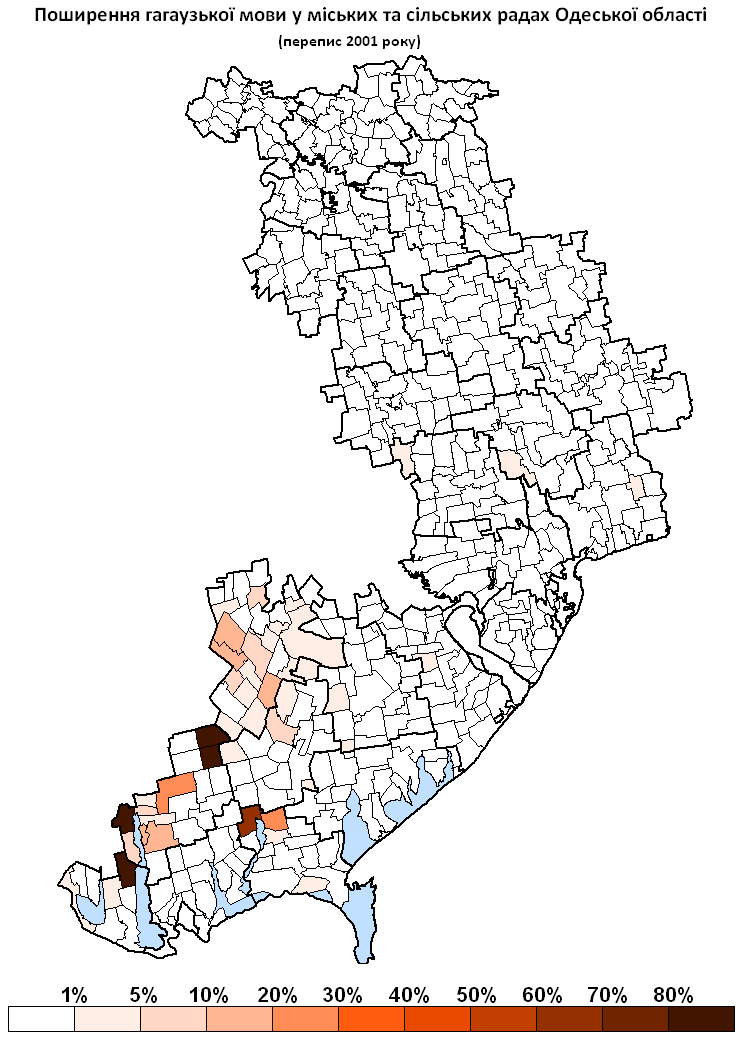
Распространение гагаузского языка в Одесской области по переписи 2001 г.

Большинство гагаузов (71 %) по переписи 2001 года назвали родным гагаузский язык; значительная и постоянно растущая доля (23 %) считает родным русский и украинский (3.5 %) язык.

Родной язык гагаузов по данным переписей населения:
|                 | 1970   | %    | 1989   | %    | 2001   | %    |
| --------------- | ------ | ---- | ------ | ---- | ------ | ---- |
| Гагаузский язык | 23 564 | 89,0 | 25 401 | 79,5 | 22 822 | 71,5 |
| Русский язык    | 2 171  | 8,2  | 5 478  | 17,1 | 7 232  | 22,7 |
| Украинский язык | 155    | 0,6  | 450    | 1,4  | 1 102  | 3,5  |
| Прочие          | 574    | 2,2  | 638    | 2,0  | 496    | 1,6  |